# الملاك الداكن (فلم)
الملاك الداكن (بالإنجليزية: The Dark Angel) هو فيلم دراما تم إنتاجه في الولايات المتحدة وصدر في سنة 1935.

## بطولة
- فريدريك مارج

## الميزانية والإيرادات
بلغت تكلفة إنتاج الفيلم حوالي مليون دولار.

### ترشيحات وجوائز
| السنة | الحدث  | الفئة          | النتيجة  |
| ----- | ------ | -------------- | -------- |
|       | أوسكار | أفضل إنتاج فني | فـــــوز |

## وصلات خارجية
- مقالات تستعمل روابط فنية بلا صلة مع ويكي بيانات